# L'incroyable Vérité
L'incroyable Vérité är den franska musikern Sébastien Telliers första studioalbum som släpptes 12 juni 2001 på Record Makers. Albumets titel betyder ungefär "den otroliga sanningen".
Till skivan medföljde en lyssningsmanual, där det bland annat stod att musiken helst skulle avnjutas i skenet av levande stearinljus.

## Låtlista
1. "Oh malheur chez O'Malley"
2. "Kazoo III"
3. "Universe"
4. Trilogie chien: "L'enfance d'un chien"
5. Trilogie chien: "Une vie de papa"
6. Trilogie chien: "Fin chien"
7. "Grec"
8. "Kissed by you"
9. "Fantino"
10. "Trilogie femme"
  - Vierges
  - Une vraie maman
  - Face au miroir
11. "Black douleur"